# Billet de 100 dollars américains
Recto
Verso
Le billet de 100 dollars (100 $) est une coupure de monnaie américaine. Il est le billet américain le plus répandu, devant le  billet de un dollar.

## Présentation
L'homme d'État américain, inventeur et diplomate Benjamin Franklin (1706-1790) est visible sur le recto du billet. Le portrait est celui réalisé par Joseph Siffrein Duplessis, peintre de Carpentras.
Sur le verso du billet de banque figure une image de l'Independence Hall, bâtiment de Philadelphie où fut signée la Déclaration d'indépendance des États-Unis et promulgué la Constitution américaine.
Depuis 2013, un nouvel élément anti-contrefaçon est un ruban de sécurité bleu verticalement apposé au milieu du billet.
Le billet de 100 $ est la plus grosse coupure qui ait été mise en circulation depuis le 14 juillet 1969, quand les grosses coupures de 500 $, 1 000 $, 5 000 $ et de 10 000 $ furent retirées. Le Bureau américain de la gravure et de l'impression estime la durée de vie d'un billet de 100 $ en circulation à 90 mois (7,5 ans), avant leur remplacement dû à l'usure.
Les billets sont aussi communément appelés « Benjamins » du fait du portrait de Benjamin Franklin. Ils sont aussi nommés « C-Notes », en raison de la numérotation romaine (C signifiant 100).

Ce billet est l’un des deux actuels ne faisant pas figurer le portrait d'un président des États-Unis, l’autre étant le billet de dix dollars qui, quant à lui, est frappé à l'effigie d'Alexander Hamilton.

L'heure indiquée sur l'horloge, selon le Bureau américain de la gravure et de l'impression, serait approximativement 4 h 10 (et 10 h 30 sur les billets imprimés depuis 2013). Le nombre quatre sur le cadran de l'horloge est maladroitement écrit « IV » tandis que la vraie horloge de l'Independence Hall indique « IIII ». Un correctif est prévu pour 2013.

## Production et circulation
Environ 29 % des billets produits aujourd'hui sont des billets de 100 $[Quand ?].
Le billet redessiné de 100 $ a été dévoilé le 21 avril 2010 et le Conseil de la réserve fédérale avait prévu de  commencer sa diffusion le 10 février 2011.
Mais la production des nouveaux billets a été arrêtée en décembre 2010 en raison d'un défaut de fabrication : en effet, 30 % des billets produits n'étaient pas utilisables car le papier utilisé pour les billets présentait un pli et, après impression, lorsque celui-ci fut déplié, laissa apparaître un espace blanc. Pour pallier la forte demande de cette coupure, la série de billets précédente (Series 2006A) fut réutilisée. Le 24 avril 2013, la réserve fédérale a annoncé que les nouveaux billets entreront en circulation le 8 octobre 2013.
Depuis 2016, il est le billet américain le plus répandu, devant le billet de un dollar (14 milliards de coupures contre 12 milliards). Son utilisation a plus que doublé depuis la crise financière de 2008, servant à la fois de valeur refuge mais aussi d'argent du crime. 80 % des coupures de 100 dollars circulent hors des États-Unis.
| Année | Billets de 100 $ | Total des billets | Part   |
| ----- | ---------------- | ----------------- | ------ |
| 2002  | 4,6              | 22,9              | 20,1 % |
| 2003  | 4,9              | 23,8              | 20,7 % |
| 2004  | 5,2              | 24,2              | 21,5 % |
| 2005  | 5,4              | 25,6              | 21,1 % |
| 2006  | 5,6              | 26,4              | 21,2 % |
| 2007  | 5,7              | 26,9              | 21,1 % |
| 2008  | 6,3              | 27,9              | 22,6 % |
| 2009  | 6,6              | 28,5              | 23,2 % |
| 2010  | 7,0              | 29,5              | 23,7 % |
| 2011  | 7,8              | 31,3              | 25,0 % |
| 2012  | 8,6              | 33,0              | 26,1 % |
| 2013  | 9,2              | 34,5              | 26,7 % |
| 2014  | 10,1             | 36,4              | 27,7 % |
| 2015  | 10,8             | 38,1              | 28,3 % |
| 2016  | 11,5             | 39,8              | 28,9 % |
| 2017  | 12,5             | 41,6              | 30,0 % |
| 2018  | 13,4             | 43,4              | 30,9 % |
| 2019  | 14,2             | 44,9              | 31,6 % |
| 2020  | 16,4             | 50,3              | 32,6 % |
| 2021  | 17,7             | 53,2              | 33,3 % |
| 2022  | 18,5             | 54,1              | 34,2 % |
| 2023  | 18,9             | 54,6              | 34,6 % |
| 2024  | 19,2             | 55,4              | 34,7 % |

## Dans la culture populaire
- Dans le film Slumdog Millionaire de Danny Boyle d'après Vikas Swarup, la question à 1 million de roupies est : « Qui voit-on sur le billet de 100 dollars américains ? ».